# Eotetranychus friedmanni
Eotetranychus friedmanni är en spindeldjursart som beskrevs av Gutierrez 1968. Eotetranychus friedmanni ingår i släktet Eotetranychus och familjen Tetranychidae. Inga underarter finns listade i Catalogue of Life.